# Cobbs Lake Creek
Cobbs Lake Creek är ett vattendrag i Kanada.   Det ligger i provinsen Ontario, i den sydöstra delen av landet, 50 km öster om huvudstaden Ottawa.
Trakten runt Cobbs Lake Creek består till största delen av jordbruksmark. Runt Cobbs Lake Creek är det glesbefolkat, med 9 invånare per kvadratkilometer.